# Eucalyptus hallii
Eucalyptus hallii är en myrtenväxtart som beskrevs av Murray Ian Hill Brooker. Eucalyptus hallii ingår i släktet Eucalyptus och familjen myrtenväxter. Inga underarter finns listade i Catalogue of Life.